# لیسا (رپر)
لالیسا مانوبان با نام تولد پرانپریا مانوبان (به تایلندی: ปราณปรียา มโนบาล) (زادهٔ ۲۷ مارس ۱۹۹۷) که بیشتر با نام هنری لیسا شناخته می‌شود، رپر، خواننده و رقصنده تایلندی است که در کره جنوبی فعالیت می‌کند. او عضو گروه دخترانه بلک پینک تحت لیبل وای‌جی انترتینمنت است. او حرفهٔ بازیگری خود را در سال ۲۰۲۵ و با ایفای نقش در فصل سوم مجموعه تلویزیونی شبکهٔ اچ‌بی‌او به نام نیلوفر آبی سفید آغاز کرد.
لیسا در سپتامبر سال ۲۰۲۱ فعالیت انفرادی خود را با آلبوم تک‌آهنگ لالیسا شروع کرد.

## زندگی و حرفه

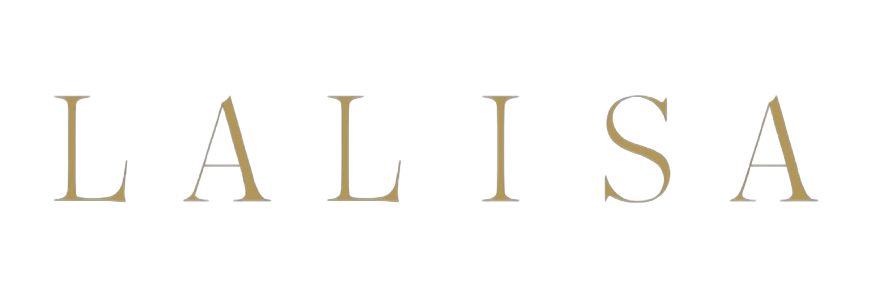

### اوایل زندگی
او با نام پرانپریا مانوبان در استان بوریرام، تایلند در ۲۷ مارس ۱۹۹۷ متولد شد. وی به توصیه یک فالگیر برای رسیدن به موفقیت نام خود را به لالیسا که به معنای پرستش شده می‌باشد تغییر داد. به عنوان یک تک فرزند، وی توسط مادر تایلندی و ناپدری سوئیسی خود بزرگ شد. ناپدری او مارکو بروشویلر سرآشپز است که در تایلند فعالیت می‌کند. لیسا تحصیلات متوسطه را در مدارس اول و دوم پرافامنتری به پایان رساند.
لیسا پس از شروع کلاس‌های رقص در چهار سالگی در مسابقات رقص شرکت می‌کرد او در کنار بم بم عضو گات سون به یک گروه رقص یازده نفره به نام «وی زا کول» پیوست سپتامبر ۲۰۰۹ گروه وارد رقابت ال جی اینترتینمنت شد و جایزه تیم ویژه را کسب کرد. لیسا همچنین به عنوان نماینده مدرسه در مسابقه خوانندگی که توسط مرکز ارتقاء اخلاق برگزار شد شرکت کرد و نایب قهرمان شد.
سال ۲۰۱۰ لیسا در سن ۱۳ سالگی در آزمون ورودی وای‌جی انترتینمنت که در تایلند برگزار شد شرکت کرد؛ او از کودکی به گروه‌های کیپاپ مانند توانی وان و بیگ بنگ علاقه داشت و آرزو داشت روزی مسیر مشابهی را دنبال کند او در بین ۴۰۰۰ شرکت کننده به جایگاه نخست رسید و باعث شد یانگ هیون سوک مدیر اجرایی وایجی در آن زمان فرصتی برای تبدیل شدن به کارآموز کمپانی به او ارائه دهد.
در سال ۲۰۱۱ لیسا به کره جنوبی نقل مکان کرد تا آموزش رسمی خود را به عنوان کار آموز آغاز کند که پنج سال به طول انجامید او به عنوان اولین کارآموز غیر کره ای در ۱۱ آوریل ۲۰۱۱ رسماً به وای‌جی پیوست. در نوامبر۲۰۱۳ او درموزیک ویدئو ته یانگ عضو بیگ بنگ برای تک آهنگ Ringa Linga به عنوان رقصنده در کنار اعضایایکُن و وینر ظاهر شد. مارس ۲۰۱۵ لیسا اولین کار مدلینگ خود را برای برند Nona90n پس از برند آرایشی مون شات درسال ۲۰۱۶ انجام داد.

### ۲۰۱۶ تا کنون: آغاز فعالیت با بلک پینک و فعالیت‌های انفرادی
در اوت ۲۰۱۶، لیسا به عنوان یکی از چهار عضو گروه بلک‌پینک و همچنین اولین فرد غیر کره‌ای، فعالیت خود را آغاز کرد. بلک‌پینک با سینگل آلبوم اسکوئر وان و با آهنگ‌های اصلی "Whistle"و بوم‌بایا شروع به کار کرد.whistle به عنوان «پرفکت آل کیل» در صدر چارت‌های کره دست یافت. تا اکتبر ۲۰۲۰، گروه دو فول‌آلبوم استودیویی آلبوم،بورن پینک دو مینی آلبوم اسکوئر آپ و Kill this love و دو سینگل‌آلبوم اسکوئر وان و اسکوئر تو را منتشر کرده است.
سال ۲۰۱۸ لیسا به عنوان عضوی از برنامه نظامی Real Man300 انتخاب شد که حضور وی در این برنامه جایزه شخصیت سال شبکه ام بی سی را برای او به ارمغان آورد.
در نوامبر ۲۰۱۸ او کانال یوتیوب خود با عنوان Lilifilm official، با تمرکز بر سفر و سبک زندگی و اجرای رقص راه اندازی کرد. تا ژوئیه ۲۰۱۹، بیش از ۱٫۳ میلیون مشترک به کانال اضافه شد و او دکمه پخش طلایی یوتیوب را دریافت کرد. در مارس ۲۰۲۱ لیسا به عنوان مربی رقص گروه دخترانه شو رقابتی youth with you season 2 سرویس آی چی یی حضور پیدا کرد.در فوریه ۲۰۲۱ او به عنوان مربی رقص گروه پسرانه youth with you season 3 بازگشت.
در ۱۹ آوریل ۲۰۲۱، یکی از مقامات وای‌جی اینترتینمنت به رسانه کره ای کره هرالد فاش کرد که لیسا به عنوان سومین سولوئیست گروه خود با برنامه‌هایی که بعداً به صورت رسمی از طریق اطلاعیه ای اعلام می‌شود شروع به کار خواهد کرد. در ۱۲ ژوئیه آژانس او از طریق استار نیوز برملا کرد که فیلمبرداری موزیک ویدئو جدید او در حال انجام است.
در ۲۸ اوت ۲۰۲۲ لیسا برنده جایزه بهترین ویدئو کی پاپ برای آهنگ «لالیسا» در جوایز ویدیو موسیقی ام تی وی شد و به اولین سولوئیست کی پاپ تبدیل شد که این جایزه را دریافت می‌کند.
او در ۷ فوریه ۲۰۲۴ کمپانی مدیریت هنری خود را با نام LLOUD تأسیس کرد. ورایتی اعلام کرد که لیسا بازیگری را در فصل سوم مجموعهٔ تلویزیونی نیلوفر آبی سفید تجربه خواهد کرد.

## سایر فعالیت‌ها

### مد و عکاسی

لیسا در هفته مد پاریس ۲۰۱۹

در ژانویه ۲۰۱۹، لیزا الهه هدی اسلیمان، مدیر هنری، خلاق و تصویر برند فرانسوی مد لوکس سلین شد. در سپتامبر ۲۰۲۰، او پس از حضور در کمپین Essentials آنها که توسط Slimane در ژوئن ۲۰۲۰ فیلمبرداری شد، به عنوان سفیر جهانی معرفی شد.
لیزا در ژوئیه ۲۰۲۰ رسماً به عنوان سفیر برند برای Bulgari، یک خانه مد لوکس ایتالیایی انتخاب شد. او در کمپین‌های دیجیتالی برای مجموعه‌های Serpenti و Bzero One شرکت کرد. در آن سال، در نوامبر، برند لباس Penshoppe لیزا را به عنوان جدیدترین سفیر خود معرفی کرد.
در ۱۶ فوریه ۲۰۲۱، لیزا به هیئت داوران مهمان جایزه مد فرانسوی ANDAM پیوست.
لیزا کتابی با نسخه محدود منتشر کرد که تماماً از عکس‌های گرفته شده توسط خود با دوربین فیلم تشکیل شده است. جلد اول در روز تولد او در سال ۲۰۲۰ منتشر شد و سپس جلد دوم در روز تولد او در سال بعد و جلد سوم و چهارم به ترتیب در سال‌های ۲۰۲۲ و ۲۰۲۳ منتشر شدند.
در ۱۳ نوامبر ۲۰۲۱، فاش شد که لیزا مجموعه خود را با برند زیبایی آمریکایی MAC Cosmetics به نام MAC X L منتشر خواهد کرد. این مجموعه شامل رژ گونه پودری، خط چشم، پالت سایه چشم و پودر صورت است.

## زندگی شخصی
لیسا چندزبانه است و به زبان‌های انگلیسی، تایلندی، کره ای، ژاپنی و چینی صحبت می‌کند.

## تأثیرات و محبوبیت
از لیزا به عنوان تأثیرگذار صنعت کی پاپ یاد شده است. گاگا از گروه دخترانه Nature و ماینا از گروه دخترانه Hot Issue لیزا را به عنوان الگوی خود معرفی کردند. آهنگ دستینی راجرز Tomboyاستریم روزانه در Spotify را تجربه کرد و پس از ویدیوی رقص که در کانال یوتیوب او آپلود شد، وارد نمودارهای iTunes و Apple Music شد. راجرز از لیزا در توییتر برای احیای آهنگ قدردانی کرد. لیزا توسط نخست‌وزیر تایلند، پرایوت چان-او-چا به دلیل ترویج فرهنگ تایلندی در موزیک ویدیوی خود " Lalisa " مورد ستایش قرار گرفت. با توجه به ارجاعات فرهنگی در نماهنگ «لالیسا»، گزارش شد که فروش لباس‌ها و لوازم سنتی تایلندی توسط بازارهای محلی شهر بانکوک افزایش یافته است. در مارس ۲۰۲۱، لیزا به همراه پنج فرد مشهور دیگر تایلندی، جایزه "نمونه نقش الهام بخش" را که توسط سازمان باشگاه رشد کودکان و نوجوانان داده شده بود، به پاس قدردانی از کار او به عنوان یک رهبر و الگو دریافت کرد. برای نسل‌های جدید در تایلند در سال ۲۰۲۳، وی توسط وزارت فرهنگ تایلند با جایزه افتخاری Wattanakunathorn (رهبر سفیر فرهنگی) به افتخار نقش خود به عنوان نیروی پیشرو در ترویج تایلند به جهان از طریق قدرت نرم برای افزایش ارزش اقتصاد" مفتخر شد.
لیزا در آوریل ۲۰۱۹ با ۱۷٫۴ میلیون دنبال کننده در اینستاگرام، با ۱۷٫۴ میلیون دنبال کننده در اینستاگرام و اولین بت کی پاپ که در آوریل ۲۰۲۱ از ۵۰ میلیون دنبال کننده اینستاگرام گذشت، شد.] در ژانویه ۲۰۲۳ او با ۸۷ میلیون دنبال کننده در آن زمان، رکورد جهانی گینس را به عنوان پرطرفدارترین هنرمند کی پاپ در این پلتفرم دریافت کرد. لیزا همچنین دارای رکورد بیشترین مشترک انفرادی کی پاپ در یوتیوب با کانال خود Lilifilm Official است که تا سپتامبر ۲۰۲۱ ۸٫۲۴ میلیون مشترک دارد. نفوذ تجاری و پتانسیل بازاریابی لیزا توسط رسانه‌ها مورد توجه قرار گرفته است. رسانه‌ها و به عنوان نمونه ای از تغییر استراتژی‌های تبلیغاتی در صنایع مد و آرایش ذکر شده است. به محض دریافت اولین عکس روی جلد مجله انفرادی خود با هارپرز بازار تایلند برای شماره مه ۲۰۱۹ آنها، توزیع کننده مجله گزارش داد که تمام ۱۲۰۰۰۰ نسخه چاپ شده و موجود در انبار فروخته شده است. به‌طور کلی، گزارش شده است که ۳۰ هزار نسخه (در هر شماره) چاپ می‌شود، با افراد مشهور مشهور احتمالاً به‌طور متوسط ۶۰ هزار نسخه چاپ شده است. با این حال، با وجود فروش ۱۲۰ هزار نسخه، تقاضای عمومی برای لیزا هنوز برآورده نشد.
به دنبال حضور لیزا و پست‌های رسانه‌های اجتماعی از نمایش مد مجموعه مردان سلین بهار تابستان ۲۰۲۰ در فرانسه در طول هفته مد پاریس، گزارش شد که جستجوهای جهانی برای کیف Triomphe سلین در ۲۸ ژوئن ۲۰۱۹ ۶۶ درصد افزایش یافت. مشارکت لیزا با MAC Cosmetics با توجه به الگوریتم Media Impact Value (MIV) توسط Launchmetrics به عنوان یکی از بهترین همکاری‌های زیبایی در سال ۲۰۲۰ معرفی شد و اعلام این همکاری به عنوان برترین برند سال MAC Cosmetics به عنوان پست برتر سال معرفی شد. Launchmetrics تا حدی موفقیت تاییدیه‌های لیزا را به اعتبار آنها نسبت می‌دهد، زیرا او اغلب مارک‌های مشابه را در کانال‌های رسانه‌های اجتماعی خود نشان می‌دهد. در ۱۰ آوریل ۲۰۲۳، محققان دانشگاه چیانگ مای گونه گل تایلندی Friesodielsia lalisae را به افتخار لیزا نامیدند. در اکتبر آن سال، لیزا در کنار افرادی مانند فردی مرکوری و ریویچی ساکاموتو به عنوان یکی از افرادی که در سال ۲۰۲۳ وارد تالار مشاهیر آسیا شدند، انتخاب شد.

## ترانه‌شناسی
|           | جزئیات                                                                            | جایگاه در چارت                   | فروش                                    | گواهی‌ها           |
| --------- | --------------------------------------------------------------------------------- | -------------------------------- | --------------------------------------- | ----------------- |
| لالیسا    | ▪︎انتشار:۱۰سپتامبر ۲۰۲۱ ▪︎ناشر: وایجی، اینترسکوپ ▪︎قالب:سی دی، دانلود دیجیتال، ال پی | کره: ۱                           | ▪︎کره:۸۱۳٬۳۶۹نسخه ▪︎چین:۷۹۷٬۲۶۵ (دیجیتال) | ▪︎kmca:پلاتینیوم×۲ |
| پول       | انتشار: ۲۳ اوت ۲۰۲۱ ناشر: وایجی                                                   | کره:۱ آمریکا:۱۳ بریتانیا کبیر:۳۲ | کره: ۱٬۰۰۰٬۰۰۰٬۰۰۰                      | پلاتینیوم         |
| راک استار | انتشار: ۲۸ جون ۲۰۲۴ ناشر:lloud                                                    | کره:۱                            | کره: ۵۰٬۰۰۰٬۰۰۰                         |                   |